# Theodor Sapper
Theodor Sapper (* 16. September 1905 in Feldbach; † 25. September 1982 in Wien) war ein österreichischer Schriftsteller und Dozent.

## Leben
Theodor Sapper war der Sohn des evangelischen Theologen und Naturphilosophen Karl Sapper und ein Enkel der Jugendschriftstellerin Agnes Sapper. Der deutschnationalistisch gesinnte Vater ließ Theodor Sapper 1923 in die Psychiatrie einweisen, weil der im Gymnasium Schwierigkeiten hatte. 1924 machte Sapper seinen Abschluss am Akademischen Gymnasium Graz, ab 1925 folgte ein Studium der Geschichte in Graz, dort war 1929 auch seine Promotion zum Dr. phil. mit einer Arbeit über Feuerbach und Marx. 1929 besuchte Sapper Theodor Däubler in Berlin, den er schon 1927 zu einer Lesung in Graz eingeladen hatte, und begegnete hier auch Anton Kuh, Albert Ehrenstein und Emil Nolde. 1930 fasste er den Beschluss, Schriftsteller zu werden und tätigte seine erste Veröffentlichung, das Schauspiel 'Die Erotik des Hasses'. 1932 hatte er eine Bekanntschaft mit Elias Canetti und über diesen auch mit Hermann Broch. Zwischen 1930 und 1938 arbeitete Sapper für Zeitungen und Rundfunk, unternahm Reisen durch Deutschland und nach Spanien und Afrika. Sapper erhielt 1938 Schreibverbot, blieb aber aus gesundheitlichen Gründen vom Kriegsdienst befreit. Januar bis April 1942 war er zum Arbeitseinsatz in der Wiener Margarinefabrik Blaimschein. Von September 1942 bis März 1943 arbeitete Sapper als wissenschaftliche Hilfskraft an der Uni Graz, von Dezember 1943 bis März 1945 als Archivar und Geschichtsforscher der Stadt Murnau. Am 27. Dezember 1944 erfolgte die Heirat mit Hilda Wildung und Konversion zum katholischen Glauben. 1945 war die Geburt des ersten Sohnes und Bekanntschaft mit Alfred Kubin. 1947 erfolgte die Geburt des zweiten Sohnes. Ende 1948 war seine Übersiedlung nach Wien. Von 1948 bis 1950 war Sapper Mitarbeiter und Redakteur der Wochenzeitung 'Offenes Wort', von 1957 bis 1958 Hauskorrektor beim Österreichischen Bundesverlag, von 1960 bis 1982 Lehrbeauftragter für Literaturgeschichte an der Akademie der bildenden Künste, 1966 außerdem Lehrbeauftragter an der Diplomatischen Akademie des Bundes. 1973 wurde er in den österreichischen P.E.N.-Club aufgenommen.

## Literarisches Schaffen
Sapper war zeit seines Lebens nur einem kleineren Kreis künstlerisch und literarisch Interessierter bekannt und gegen Ende seines Lebens als Schriftsteller fast völlig vergessen. Er veröffentlichte in verschiedenen Zeitungen und Zeitschriften, zum Beispiel 'Der Plan', 'Neue Wege', 'Literatur und Kritik', 'Protokolle'. Und übersetzte aus dem Französischen, Holländischen und Spanischen, u. a. Eliades 'Sinn und Sinnbilder' und die Karl-Marx-Darstellung des Jesuiten Calvez. Als Herausgeber veröffentlichte er u. a. Auswahlausgaben von Däubler und Haringer. Bereits seit seinem 17. Lebensjahr schrieb er Gedichte. Sapper sah sich in der Nachfolge des Expressionismus und wurde auch von vielen Bekannten in diese Stilrichtung eingeordnet. Maßgeblich dazu beigetragen hat Sappers eigene Begeisterung für die Expressionisten, insbesondere Theodor Däubler. Sappers bedeutendstes Werk in diesem Zusammenhang ist die Studie 'Alle Glocken der Erde', in der er einen fundierten Überblick über die 'expressionistische Dichtung aus dem Donauraum' gibt. Nimmt man Sappers hier gegebene Definition der Merkmale expressionistischer Dichtung ernst, muss man seine eigenen Gedichte allerdings eher als mystisch denn als expressionistisch einordnen.
Auch sein über 500-seitiger Roman 'Kettenreaktion Kontra' ist viel eher symbolistisch-mystisch als expressionistisch. Dieses 'Wortrequiem für die Opfer des Holocaust' ist ein Resultat der Scham über die Geschehnisse 1933–1945. Die Niederschrift wurde wahrscheinlich 1942 begonnen, große Teile entstanden dann nach 1945. Das Jahr 1942 spielt eine wesentliche Rolle in dem Roman, weil hier ein für Sapper prägendes Ereignis stattfand. Im Februar 1942 wurden Franz Weiß, Karl Drews, Josef Neuhold, Herbert Eichholzer, Bekannte und Freunde von Sapper, verhaftet und hingerichtet (Josef Neuhold starb schon während der Haft an den Folgen der Folter). Der Roman besitzt keine klassische Handlung, sondern besteht aus Assoziationen zu Themen wie Nationalismus, Judenverfolgung, zu Personen wie Chamberlain, Wagner und zu Orten wie Graz. Ein Ich-Erzähler und ein Erzähler geben die Gedanken und Assoziationen des Protagonisten Hans Pfingster wieder, kommentieren sie und assoziieren ihrerseits dazu. Fast alle Haupt- und Staatsaktionen geschehen im Kopf des Protagonisten. Trotz zahlreicher Bemühungen wurde der Roman zu Lebzeiten des Autors nicht veröffentlicht. 1971 war eine illustrierte Ausgabe von 'Kettenreaktion Kontra' angekündigt – der Roman – 'dieses totgeschwiegene Meisterstück der österreichischen Literatur' – erschien aber erst 2006.

## Auszeichnungen
- Theodor-Körner-Fond 1955
- Preis der Ludwig-von-Ficker-Stiftung 1963
- Literaturpreis des Wiener Kunstfonds 1972

## Werke

### Einzelwerke
- Erotik des Hasses, Schauspiel, Baden-Baden 1930
- Kornfeld, Erzählung, Wien 1947; erneut Köln 1980
- Schmerz vor Tag, Gedichte, Wien/Innsbruck/Wiesbaden 1957
- Alle Trauben alle Lilien, Gedichte, Wien 1967
- Alle Glocken dieser Erde, Wien 1974
- Tausend Lichter – tausend Tode, Gedichte, München 1980
- Kettenreaktion Kontra, Roman, Salzburg 2006

### Zeitschriftenveröffentlichungen (Auswahl)
- 'Die Epik – als ein Versuchsfeld betrachtet', Neue Wege, Heft 93, Wien 1954, Seite 14–15.
- 'Fernöstlicher Duft', Neue Wege, Heft 94, Wien 1954, Seite 15–16.
- 'Im Osten', Neue Wege, Heft 148, Wien 1959, Seite 6
- 'Aus: Kettenreaktion Kontra', Literatur und Kritik, Heft 53, Salzburg, April 1971, Seite 153–158.
- 'Albert Paris Gütersloh: Miniaturen zur Schöpfung', Rezension Literatur und Kritik, Heft 53, Salzburg, April 1971, Seite 185–187.
- 'H. G. Adler: Buch der Freunde', Literatur und Kritik, Heft 109, Oktober 1976, Seite 563–565.

### Herausgeber
- Theodor Däubler: Echo ohne Ende, Graz 1957
- Und wil ein liehter sumer kommen, Graz 1964
- Jakob Haringer: Der Hirt im Mond, Graz 1965

### Übersetzungen
- Pedro Laín Entralgo: Heilkunde in geschichtlicher Entscheidung, Salzburg 1956
- Alessandro Manzoni: Die Verlobten, Olten/Freiburg 1957
- Mircea Eliade: Ewige Bilder und Sinnbilder, Olten/Freiburg 1958
- Cees Wilkeshuis: Tipa das Inkamädchen, Olten/Freiburg 1961
- José Luis Martín Vigil: Jordi, Luzern/München 1964
- Jean-Yves Calvez SJ: Karl Marx, Olten/Freiburg 1964